# България (тема)
Вижте пояснителната страница за други значения на България.
Тема България е византийска военно-административна единица по време на византийската власт в България (1018 – 1185). Формирана е през 20–те години на XI в., когато след победите на Василий II всички български земи са включени във византийската административна система:с. 16.

## Образуване
През 1018 година Василий II Българоубиец покорява България. За да сломи съпротивата на българското население, той взема мерки: изпраща оцелелите български войници да покорят Армения, изселва аристокрацията в Мала Азия. Българските земи са разделени на теми според византийската административна система. Освен това той преустройва българската църква в Автокефална българска архиепископия с център Охрид. Диоцезът ѝ също се простира в тема България. Мерките не са толкова драстични, понеже той се опасява от бунтове. Създадена е тема Паристрион (Парадунавон) в земите на юг от Дунав, а в централните територии на покорената българска държава се формира тема България.

## Обхват
Темата обхваща югозападните български земи – териториите на днешна Северна Македония, Западна България, части от Северна Гърция и Южна Сърбия. Център на областта е град Скопие. Всички теми по българските земи са поверени на ромейски управители – стратези. В градовете са настанени византийски гарнизони, които поддържат имперската власт. Жителите на темата страдат по време на печенежките и норманските набези през XI и XII век, но ромеите с помощта на българското население успяват да се справят с тях.
Тема България престава да съществува, след като царете Асен I и Петър освобождават тази област от византийското господство.